# 시하니
시하니(러시아어: Шиханы)는 러시아 사라토프주에 위치한 도시로 인구는 6,067명(2010년 기준)이다. 사라토프에서 북쪽으로 130km 정도 떨어진 곳에 위치하며 볼가강 우안과 접한다.
1928년에 신설되었으며 1996년에 도시 지위를 부여받았다. 1997년에 폐쇄 도시가 되었다.